# Armáda Somalilandu

Vlajka armády

Ozbrojené síly Somalilandu (Somálsky: C'iidanka Qaranka) jsou hlavním vojenským systémem v neuznané republice Somaliland spolu s Policejními silami Somalilandu, které jsou součástí vnitřních bezpečnostních sil a jsou podřízeny těm vojenským. Ozbrojené síly v současnosti [kdy?] čítají 30 000 osob a jejich velením je pověřen ministr obrany, v současnosti Adan Mire Mohammed MP.
Ozbrojené síly dostávají v současnosti největší podíl ze státního rozpočtu, spolu s policií a bezpečnostními složkami. Předběžný rozpočet na rok 2004 byl odhadován na přibližně 6,8 milionu dolarů. Vzhledem k neuznanému statusu Somalilandu musí země udržovat svoji vojenskou sílu bez cizí pomoci.
Armáda je organizována do 12 divizí, které se skládají ze 4 tankových brigád, 45 mechanizovaných a pěchotních brigád, 4 brigády komand, brigády s raketami země-vzduch, 3 dělostřelecké brigády, 300 praporů polní pěchoty a praporu letecké obrany.
Provozuschopnost vybavení je špatná a jeho skutečný stav neznámý.

## Pozemní síly
- tanky Centurion
- tanky M47 Patton
- tanky T-54 / T-55
- tanky T-72
- střední tanky T-34
- lehké tanky M41 Walker Bulldog
- obrněné vozy Panhard AML 90
- průzkumná vozidla BRDM-2
- pásové obrněné transportéry BTR-50
- kolové obrněné transportéry BTR-40, BTR-60 a BTR-152
- obrněné transportéry Fiat 6614/6616
- obrněné transportéry BMR-600
- mobilní raketomety BM-21 Grad
- řízené protitankové rakety BGM-71 TOW
- tažená houfnice M198

## Vojenské letecké síly
Letecké obranné síly se skládají z 10 brigád. 
- stíhací letouny MiG-15 (3 ze 7 provozuschopné)
- stíhací letouny MiG-23 (2 ze 4 provozuschopné)
- transportní letoun CASA C-212 Aviocar (pouze 1 v dobrém stavu)
- rakety země-vzduch SA-3 Goa (mimo provoz)
- raketa země-vzduch SA-2 Guideline (mimo provoz)
- přenosná raketa země-vzduch STRELA 2 (provozuschopnost neznámá)
- radar P-12
- radar P-15
- radar P-30
- radar P-35

## Námořnictvo
Od roku 1991 není námořnictvo Somálska funkční a současný stav námořnictva Somalilandu je neznámý. Před tím se somálské námořnictvo skládalo z:
- rychlý útočný člun OSA-II ozbrojený raketami (2)
- rychlý útočný člun Mol PFT ozbrojený torpédy (4)
- vyloďovací loď třídy Polnocny.